# World Register of Marine Species
Le World Register of Marine Species (littéralement en français : « registre mondial des espèces marines  ») souvent abrégé en WoRMS, est une base de données sur internet qui cherche à fournir une liste à jour des noms de taxons des organismes marins.
Elle est considérée comme la principale autorité mondiale pour les taxons marins, tenue à jour en permanence par les meilleurs experts du domaine. 

## Historique

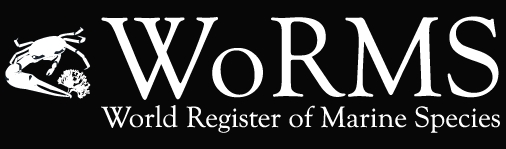
Ancien logo.

WoRMS est créé en 2007 et découle du registre européen des espèces marines (en). Il est principalement financé par l'Union européenne et accueilli par l'Institut Flamand de la Mer à Ostende en Belgique. WoRMS a conclu des accords avec plusieurs autres projets sur la biodiversité et les écosystèmes, dont le système Mondial d'Informations sur la Biodiversité et l'Encyclopédie de la Vie. 
En 2008, WoRMS indique espérer avoir un registre à jour de toutes les espèces marines d'ici à 2010, année où le recensement de la vie marine est achevé.

## Statistiques
En  décembre 2021, concernant le contenu de WoRMS, le site officiel annonçait les chiffres suivants :
- Espèces marines acceptées : 239 910  dont 97% vérifiées
- Noms d'espèces marines, incluant les synonymes : 476 571
- Espèces avec image : 37 465 dont 57% vérifiées[5].